# Warscheneckgruppe
Die Warscheneckgruppe ist der östlichste Abschnitt des Toten Gebirges und Teil der Nördlichen Kalkalpen. Das Warscheneck ist mit 2388 m ü. A. der namengebende Hauptgipfel. Im Westen wird die Warscheneckgruppe durch eine tektonische Störung, die sogenannte Salzsteiglinie, von der Prielgruppe getrennt. Diese verläuft von der Tauplitzalm über das Salzsteigjoch durch das Stodertal. Die östliche Grenze bildet der Pyhrnpass. Im Norden wird Warscheneckgruppe durch das Teichltal, im Süden durch die Enns begrenzt.
Wichtige Talorte sind Hinterstoder, Windischgarsten und Spital am Pyhrn, sowie Stainach-Irdning und Liezen.

## Gipfel
| Warscheneckgruppe | Höhe |
| ----------------- | ---- |
| Warscheneck       | 2388 |
| Hochmölbing       | 2336 |
| Almkogel          | 2116 |
| Angerkogel        | 2114 |
| Rote Wand         | 1872 |

## Sonstiges
Der Teichlboden auf der Wurzeralm steht unter Naturschutz. Am Nordfuß der Warscheneckgruppe, bei Windischgarsten, liegt der Gleinkersee (806 m). Bei der interessantesten Karsterscheinung, dem Pießling Ursprung, handelt es sich um eine der stärksten Quellen Oberösterreichs.

## Benachbarte Gebirgsgruppen
- im Norden, von der Teichl getrennt, liegt das Sengsengebirge
- im Osten befinden sich nach dem Pyhrn-Pass die Haller Mauern der Ennstaler Alpen
- im Süden, auf der anderen Seite des  Ennstales, liegen die Rottenmanner Tauern
- im Südwesten, von der Grimming getrennt, befindet sich der Grimmingstock

## Tourismus und Erschließung
Die Gruppe gehört zur Region Pyhrn-Priel. Skigebiete liegen bei Hinterstoder (Huttererböden) und auf der Wurzeralm, auf die eine Standseilbahn führt.  

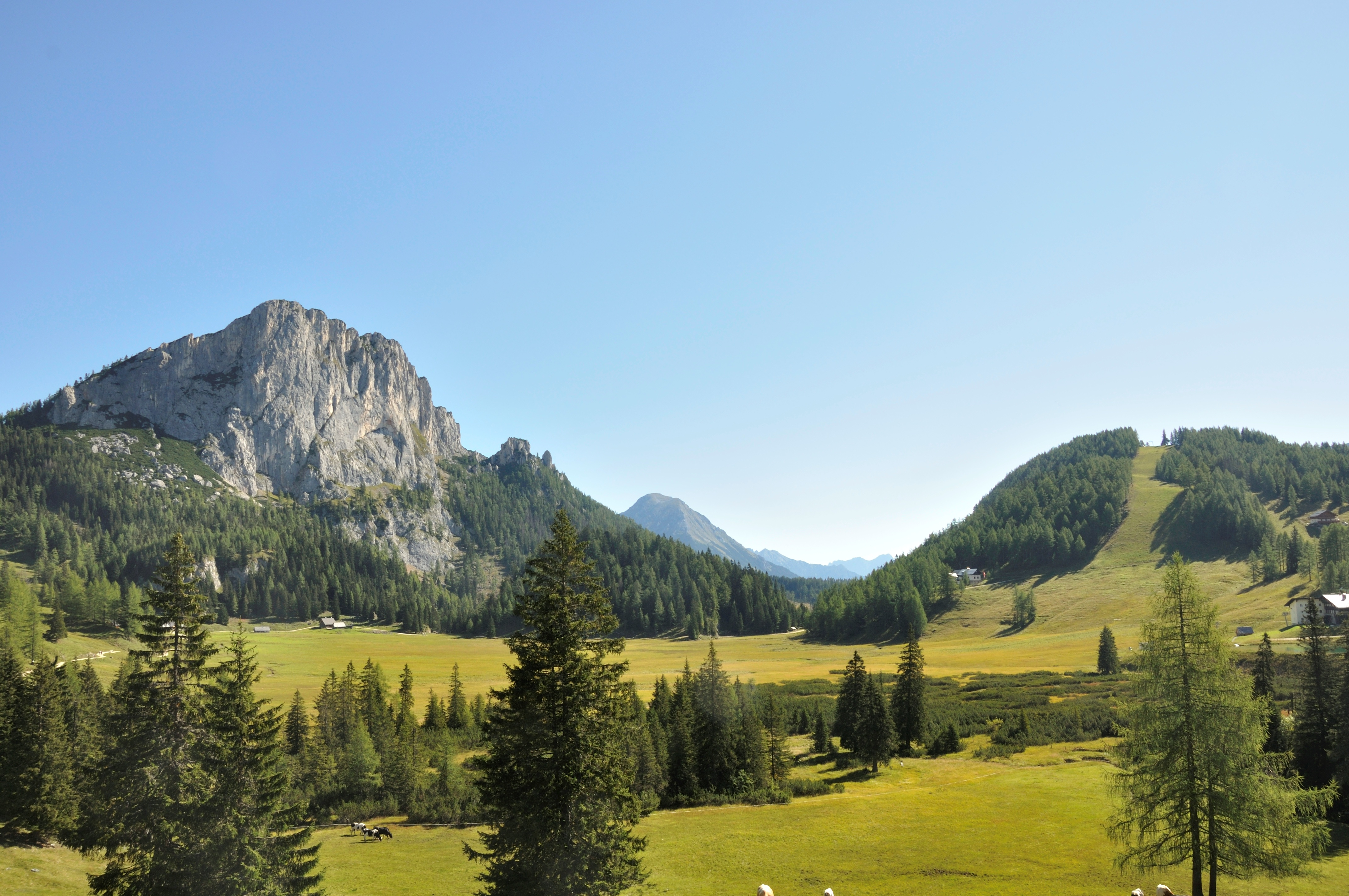
Der Teichlboden mit Stubwies, Gr. Pyhrgas und Schwarzkogel
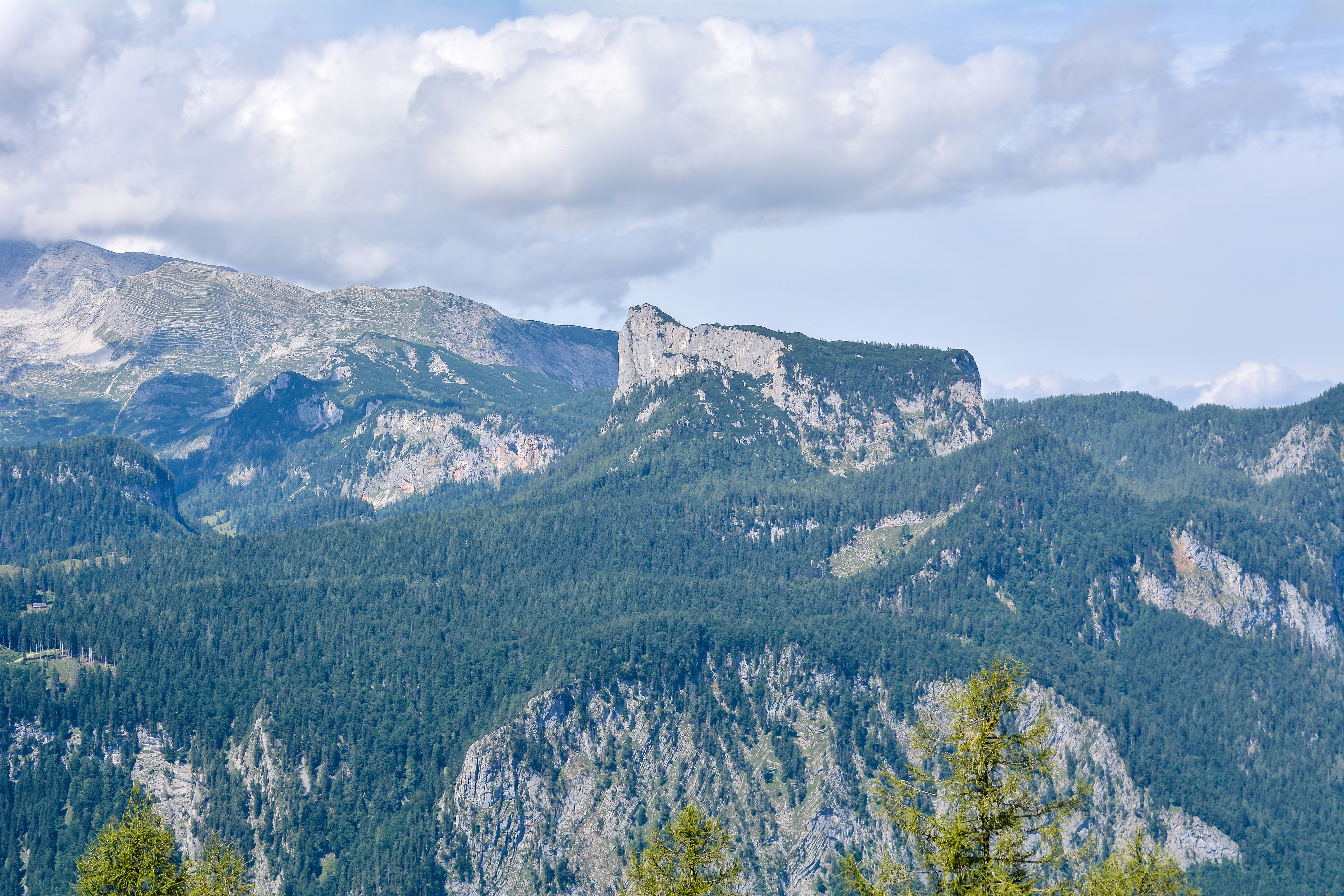
Der Stubwies ist ein markanter Gipfel des östlichen Warscheneckgebietes
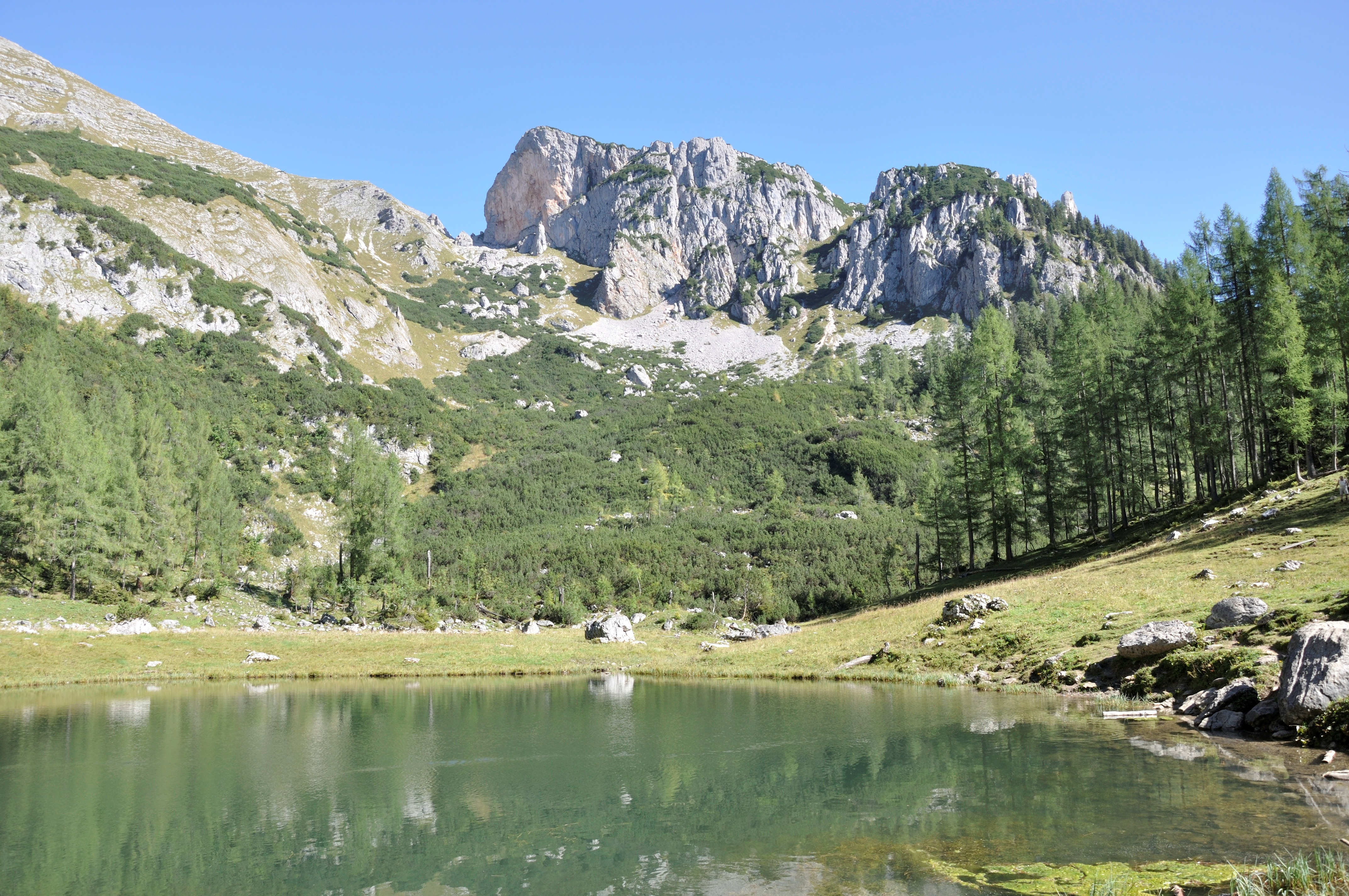
Brunnsteinersee und Rote Wand
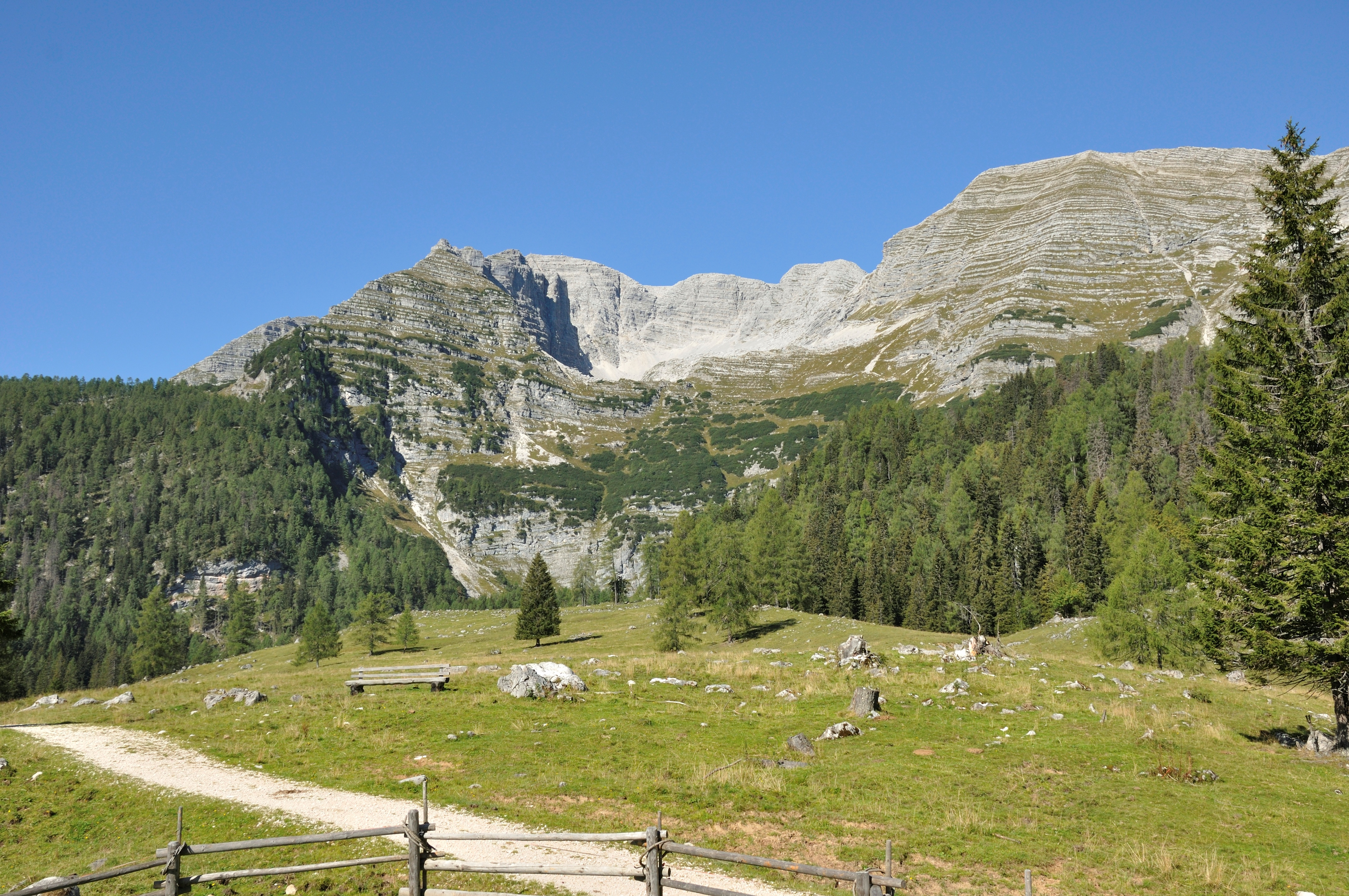
Brunnsteinerkar, Warscheneck und die umliegenden Berge
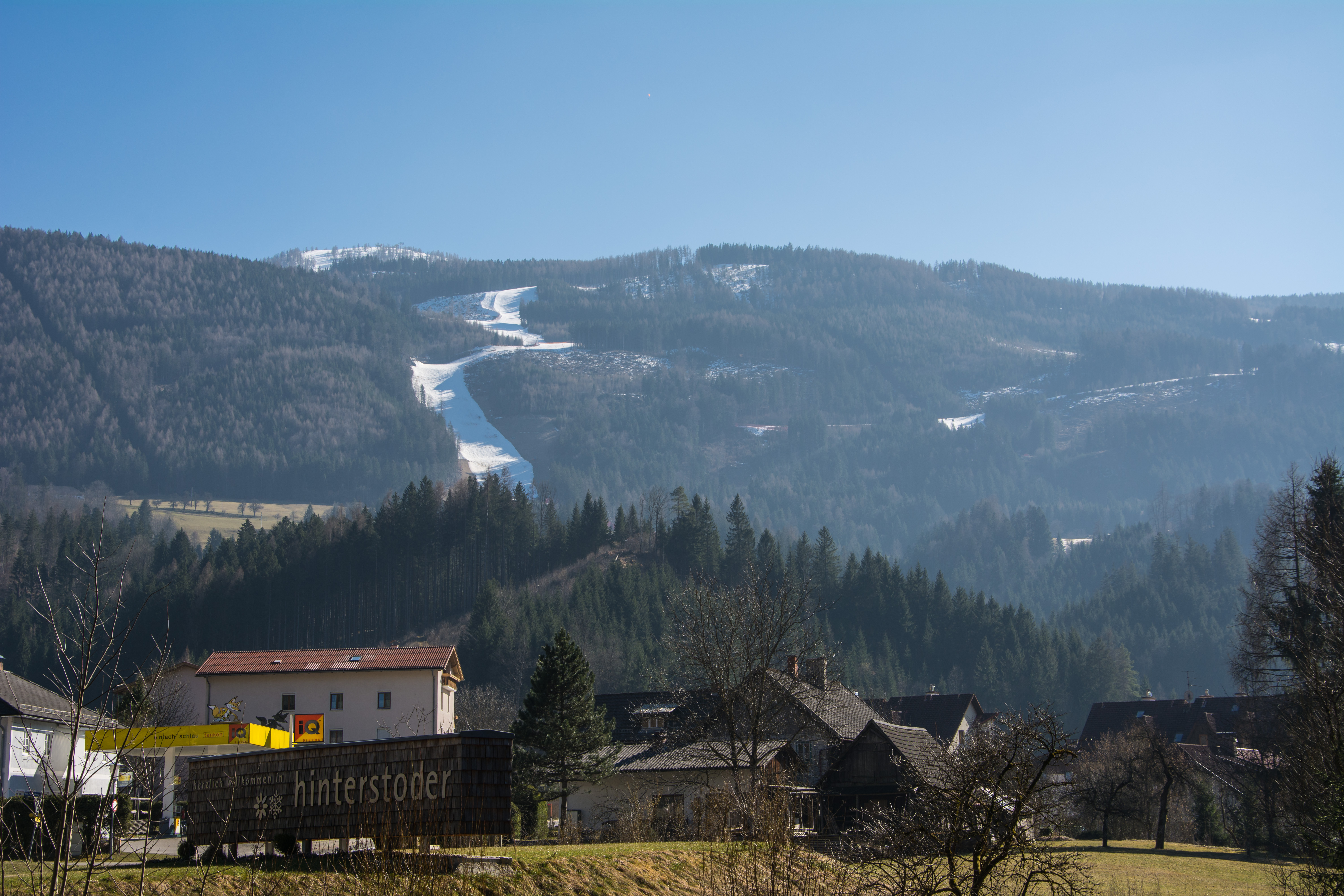
Die Pisten Hinterstoders im März 2014